# Logania glypha
Logania glypha är en fjärilsart som beskrevs av Hans Fruhstorfer 1915. Logania glypha ingår i släktet Logania och familjen juvelvingar. Inga underarter finns listade i Catalogue of Life.